# اولیو دنیس
اولیو وتزل دنیس (۲۰ نوامبر ۱۸۸۵–۵ نوامبر ۱۹۵۷) مهندس بود که نوآوری‌های طراحی او ماهیت سفرهای راه‌آهن را تغییر داد. او در تورلو، پنسیلوانیا به دنیا آمد و در شهری در بالتیمور در ایالت مریلند آمریکا بزرگ شد.

## حرفه
او مدرک لیسانس هنر را از کالج گوچر در سال ۱۹۰۸ و مدرک کارشناسی ارشد خود را در رشته ریاضیات از دانشگاه کلمبیا در سال بعد دریافت کرد. پس از تدریس در ویسکانسین، او تصمیم به تحصیل در رشته مهندسی عمران گرفت و در دانشگاه کرنل تحصیل کرد و مدرک خود را تنها در یک سال به دست آورد. در سال ۱۹۲۰، او دومین زنی بود که مدرک مهندسی عمران را از کرنل دریافت کرد. او در آن سال به عنوان نقشه‌کش توسط B&O Railroad برای طراحی پل‌ها استخدام شد که اولین پل در اوهایو بود. سال بعد، دانیل ویلارد، رئیس راه‌آهن مشاهده کرد که از آنجایی که نیمی از مسافران راه‌آهن را زنان تشکیل می‌دهند، وظیفه ارتقاء مهندسی در خدمات به بهترین وجه توسط یک مهندس زن انجام می‌شود. زمانی که B. & O. این موقعیت را ایجاد کرد، دنیس اولین «مهندس خدمات» شد. تاریخ‌نویس حوزه مهندسی، کورت اچ. دبوس او را به عنوان نخستین مهندس خدمات در آمریکا توصیف کرد. بعدها در حرفه خود، B. &. O. به دنیس مأموریت داد تا یک قطار کامل طراحی کند که تمام نوآوری‌های او را در خود جای دهد. این قطار، سینسیناتین، توسط مورخ شارون هاروود به عنوان «تاج افتخار حرفه او» شناخته شد. او همچنین اولین عضو زن انجمن مهندسی راه‌آهن آمریکا بود. او در سال ۱۹۳۱ میلادی به عنوان عضوی از انجمن مهندسی زنان بریتانیا انتخاب شد.

## نوآوری‌ها
از جمله نوآوری‌هایی که او در قطارهای مسافربری ارائه کرد، صندلی‌هایی بود که می‌توانستند تا حدی بخوابند. اثاثه یا لوازم داخلی ضد لک در خودروهای سواری؛ اتاق‌های رختکن بزرگ‌تر برای زنان، همراه با حوله‌های کاغذی رایگان، صابون مایع و فنجان‌های نوشیدنی. چراغ‌های سقفی که می‌توانند در شب کم نور شوند. دریچه‌های جداگانه پنجره (که او ثبت اختراع کرده‌است) تا به مسافران اجازه دهد هوای تازه را در حین به دام انداختن گرد و غبار وارد کنند. و بعداً محفظه های تهویه مطبوع. سایر شرکت‌های حمل‌ونقل ریلی در سال‌های بعد از آن پیروی کردند و اتوبوس‌ها و خطوط هوایی نیز به نوبه خود مجبور شدند سطح راحتی خود را برای رقابت با راه‌آهن ارتقا دهند.
میراث او برای این نوآوری‌ها و راحتی‌ها تا حد بسیار زیادی در بیرون از جامعه راه‌آهن ناشناخته است. پتنت‌های طراحی او به راه‌آهن امضا شد و علی‌رغم طراحی آن توسط او، نامش در مواد تبلیغاتی سینسیناتین (سین‌سینیشن) دیده نمی‌شود.

## دیدگاه زن
او گفت: «مهم نیست که یک تجارت چقدر موفق به نظر می‌رسد، اگر به دیدگاه زن توجه شود، می‌تواند موفقیت بیشتری کسب کند.» اگرچه تغییرات برای نجات صنعت ریل مسافربری در آمریکا کافی نبود، اما دیدگاه منحصر به فرد خانم دنیس به عنوان یک زن مسافر با آموزش مهندس فنی بر صنعت مسافرت در سراسر کشور تأثیر گذاشت.